# Pstruh obecný
Pstruh obecný (Salmo trutta) je dravá ryba z čeledi lososovitých původem z Evropy, která byla introdukována do četných jiných koutů světa. Druh zahrnuje tři hlavní morfy, někdy označované jako poddruhy, které se označují podle vodního ekotypu, ve kterém se vyskytují. Těmito morfami jsou pstruh obecný potoční (morfa fario), mořský (trutta) a anadromní morfa pstruh obecný jezerní (lacustris).